# Institut de normalisation et de métrologie pour les pays islamiques
L'Institut de normalisation et de métrologie pour les pays islamiques (INMPI) a pour but d'harmoniser les normes de standardisation au sein des 35 pays membres.

## Histoire
L'idée de créer un institut de normalisation pour les États islamiques remonte à 1984 lors du premier COMCEC organisé par l'Organisation de la coopération islamique (OCI). Un groupe d'experts est mis en place dès l'année suivante pour concrétiser ce projet. Les statuts de ce nouvel institut sont ratifiés par les membres de l'OCI en Turquie lors du 14e COMCEC qui se tient à Istanbul du 4 au 7 novembre 1998,. Les 13 pays ayant ratifié la création de l'INMPI sont l'Algérie, le Cameroun, la République de Guinée, le royaume de Jordanie, la Libye, le Mali, le Maroc, le Pakistan, la Somalie, la République du Soudan, la Tunisie, la Turquie, les Émirats arabes unis.
L'INMPI devient entièrement opérationnel en 2010 avec la tenue de sa premièrer assemblée générale. Le secrétariat général de l'INMPI est créé en 2011, ainsi qu'un comité technique chargé du volet halal. l'INMPI compte alors 13 membres,. En 2012, le nombre de membres croît à 20, à 29 en 2013, à 31 en 2014, puis à 33 en 2016 (+3 observateurs).
Le 25 novembre 2017, le Qatar et la Côte d'Ivoire rejoignent l'INMPI, portant son nombre de membres à 35 avec 3 observateurs.

## Description
L'Institut de normalisation et de métrologie pour les pays islamiques (INMPI) dispose de 8 comités techniques : Alimentation (halal), cosmétique (halal), services, énergies renouvelables, tourisme, processus agricoles, transport, et chaîne d'approvisionnement (halal). Le siège de l'INMPI se situe à Istanbul, en Turquie.

## Gouvernance
Historique de la présidence
- 01/2011-07/2011 : Tahir Büyükhelvacigil (Turquie)
- 07/2011-05/2015 : Hulusi Sentürk (Turquie)
- 05/2015-04/2018: Sebahittin Kormaz (Turquie)

### Pages liées
- Organisation de la coopération islamique